# Siphona macronyx
Siphona macronyx är en tvåvingeart som beskrevs av O'hara 1982. Siphona macronyx ingår i släktet Siphona och familjen parasitflugor.
Artens utbredningsområde är Idaho. Inga underarter finns listade i Catalogue of Life.